# Parque Nacional de Phnom Kulen
O Parque Nacional de Phnom Kulen é uma área protegida no Camboja. O parque está localizado no maciço da montanha de Phnom Kulen, na província de Siem Reap. Durante a era de Angkorian, o relevo era conhecido como Mahendraparvata (a Montanha da Grande Indra) e foi o lugar onde Jayavarman II se declarou Chakravartin (rei dos reis), um acto que é considerado a fundação do Império Khmer. Phnom Kulen é considerada pelos Khmers como a mais sagradas das montanhas do Cambodja, sendo assim um lugar popular tanto para os cidadãos do Cambodja como para os turistas, servindo também como o local de vários festivais.

## Locais arqueológicos

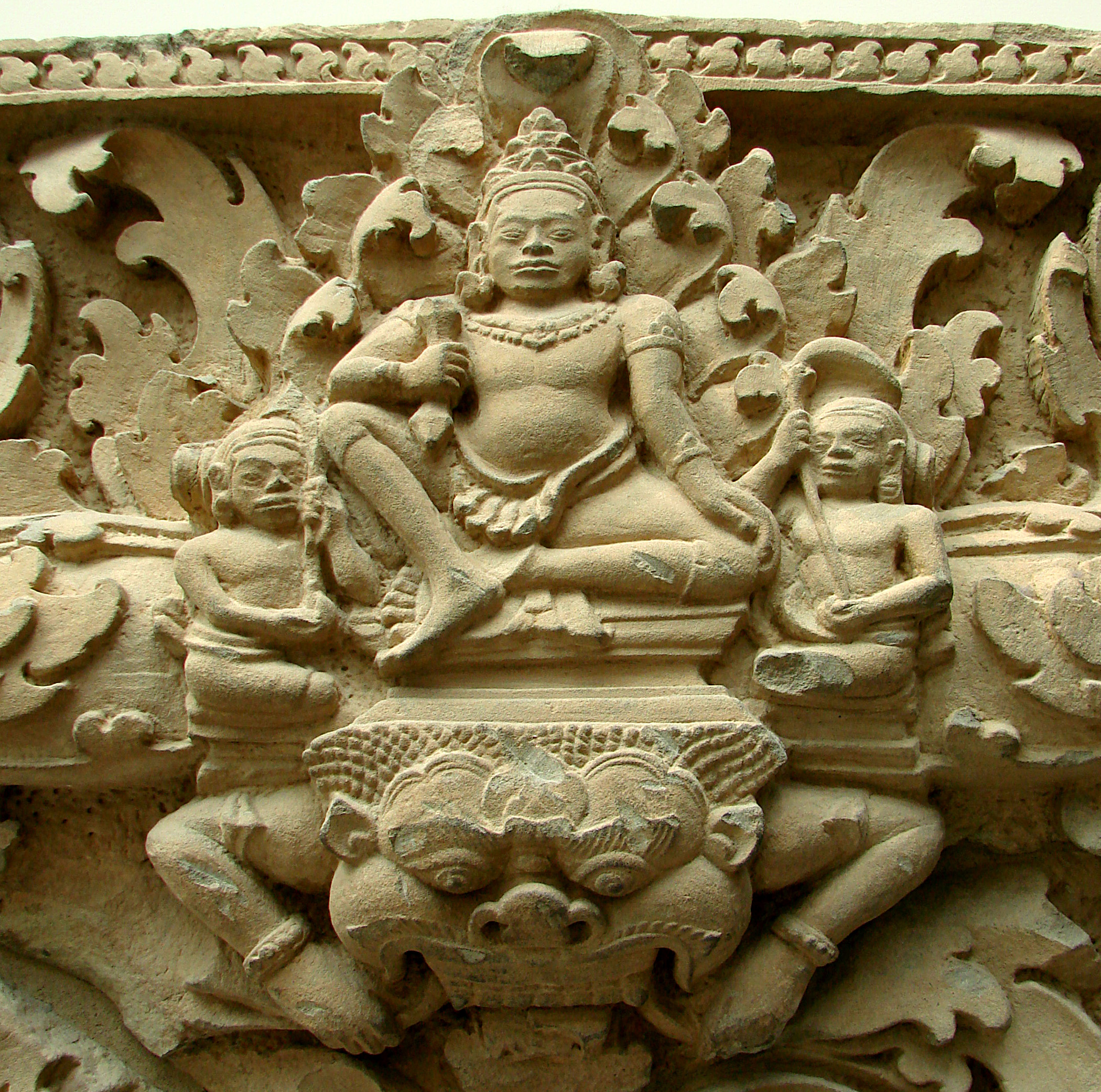
Indra, em Prasat Koki (Phnom Kulen), século IX

Este parque nacional está localizado no distrito de Svay Leu, a cerca de 48 km da cidade provincial de Siem Reap e a cerca de 25 km de Prasat Banteay Srey, via estrada Charles De Gaulle. Em Phnom Kulen existem vários lugares de atração turística, tais como Chup Preah, Kbal Spean, o Terraço de Sdach Kamlung e Preah Ang Thom.

## Estudos arqueológicos
Depois de reconhecimentos iniciais por estudiosos franceses, a relevância histórica de Phnom Kulen foi apontada por Philippe Stern, que visitou o local em 1936 e descreveu Rong Chen como um templo-montanha. Entre 1973 e 1979, Jean Boulbet e Bruno Dagens publicaram o inventário arqueológico fundamental e o mapeamento de Phonm Kulen. Em 2008 a Fundação de Arqueologia & Desenvolvimento iniciou o Programa Phnom Kulen, um projeto arqueológico focado na arqueologia e até mesmo no desenvolvimento sustentável das comunidades locais. Em junho de 2013, uma equipa arqueológica anunciou a descoberta e mapeamento da antiga cidade de Mahendraparvata, nas encostas de Phnom Kulen. A expedição de vários anos foi notável por seu uso da tecnologia Lidar para revelar o layout da cidade por baixo da selva e da própria terra. Cerca de 30 templos previamente não identificados foram descobertos.